# The Apparition
The Apparition (Brasil: A Aparição ) é um filme de terror sobrenatural produzido nos Estados Unidos, dirigido por Todd Lincoln e lançado em 2012. A trama acompanha três estudantes universitários que, após a morte de seu amigo, devem combater uma força sobrenatural que eles mesmos invocaram. É vagamente baseado no experimento Philip conduzido em 1972.